# Ibne Juzai
Maomé ibne Maomé ibne Amade ibne Juzai Alcalbi Algarnati (em árabe: محمد ابن احمد ابن جزي الكلبي الغرناطي; romaniz.: Muhammad ibn Ahmad ibn Juzayy al-Kalbi al-Gharnati) foi um árabe andalusino nascido no Reino Nacérida. Foi autor de poemas e obras de história, direito e filosofia. Ele é geralmente conhecido como o escritor das viagens de Ibne Batuta por meio da narração do explorador. Era filho de Abu Alcacim ibne Juzai (o panegirista de Iúçufe I), o qual foi morto na Batalha do Salado em 1340. Ibne Juzai morreu em Fez em 1357, dois anos após o final da redação da Rihla de ibne Batuta. Em Granada, ele foi o secretário do soberano da dinastia Nacérida, e depois em Fez, no atual Marrocos , o do Merínida Abu Inane Faris.

## Arihlade ibne Batuta

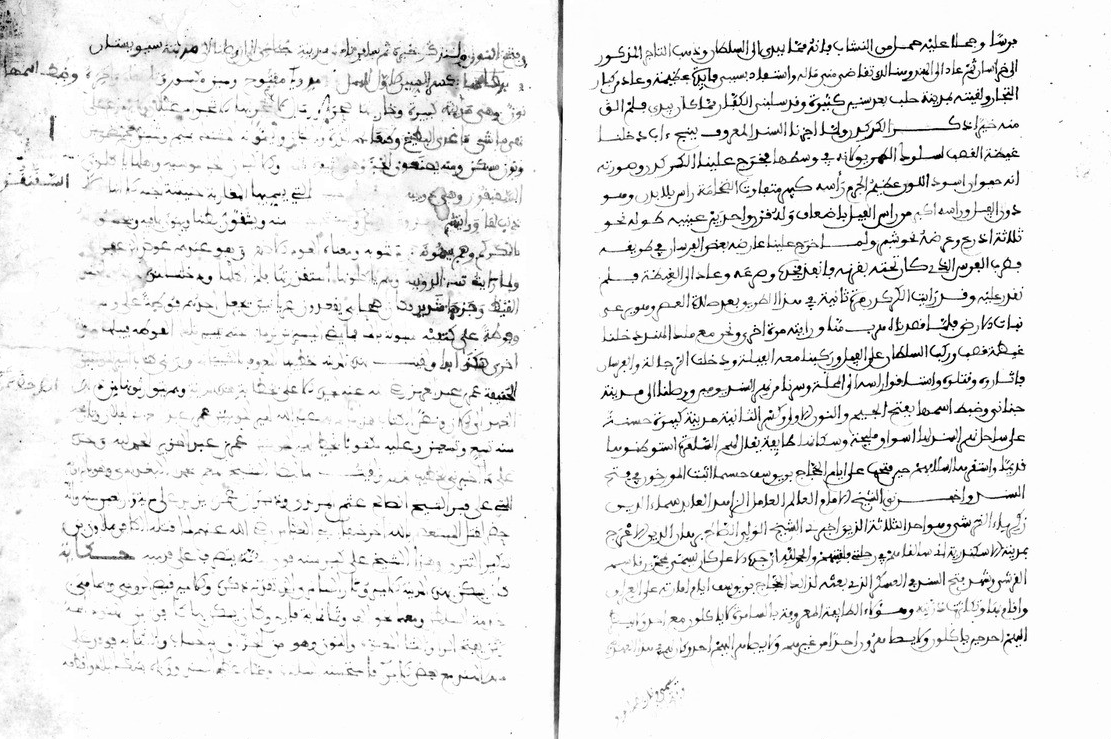
Manuscrito original produzido por ibne Juzai. A digitalização foi feita pela Biblioteca da França

Ibne Juzai escreveu "A rihla de ibne Batuta" ( Riḥlat Ibn Baṭūṭah ) em 1352-55. Ela chama-se originalmente: Tuḥfat an-Nuẓẓār fī Gharāʾib al-Amṣār wa ʿAjāʾib al-Asfār, que pode ser traduzida como: "Um presente para aqueles que contemplam as Maravilhas das Cidades e as Maravilhas da Viagem". Escrito em língua árabe, esse documento é mais referenciado como Rihla. Produzido em terras do Império Merínida com aval de Abu Inane Faris, liderança da época, o poeta proporcionou uma sofisticação literária aos relatos de ibne Batuta. Esse estilo literário tinha diversas funções, dentre elas, informar sobre os locais distantes a chefia e entreter os leitores. Há de se notar que ele transceveu passagens de trabalhos anteriores, como a descrição de Medina da Rihla de ibne Jubair e a descrição da Palestina por Maomé Alabedari Alhi. Ibne Juzai, que já havia conhecido ibne Batuta quando o explorador estava em Granada, possuiu também uma voz na rihla, geralmente identificada anteriormente. Ele enriqueceu o relato com poemas e com refinamentos poéticos.
Atualmente, um fragmento do manuscrito original está na Biblioteca Nacional da França. A entrada desse documento foi registrada em 1835 e ele provém da coleção de Jacques-Denis Delaporte.